# Batalha de Hīt (2014)
Batalha de Hit ou Queda de Hīt foi um conflito armado ocorrido na cidade iraquiana de Hīt que terminou com a vitória do Estado Islâmico e seus aliados sobre as Forças Armadas do Iraque. A captura da cidade de Hīt foi uma importante conquista para o Estado Islâmico, pois cortou a estrada que conduz à vizinha Haditha. 

## Batalha
Em 2 de outubro de 2014, centenas de terroristas do Estado Islâmico conseguiram penetrar na cidade de Hit, no Iraque, após intensos confrontos contra forças locais e aliados sunitas. Durante a incursão militar em Hit, os membros do Estado Islâmico usaram carros-bomba para atacar os centros de segurança e os principais órgão governamentais, uma série de agressões que resultariam na morte de pelo menos 42 membros da segurança iraquiana e centenas de desaparecidos. Os jihadistas conseguiram capturar um batalhão de tanques, o quartel do Regimento de Infantaria, o quartel-general dos guardas fronteiriços da Quarta Região, o Departamento de Polícia e cinco delegacias, o que aumentou seu potencial ofensivo devido ao abandono dos suprimentos.
Em 13 de outubro, os jihadistas tomaram a cidade completamente e o exército iraquiano teve que se deslocar para uma base aérea vizinha na Síria.